# Wald (Rattenkirchen)
Wald ist ein Gemeindeteil der Gemeinde Rattenkirchen im oberbayerischen Landkreis Mühldorf am Inn.

## Lage
Wald liegt zwischen Rattenkirchen und der Bundesstraße B 12 etwa 5,5 Kilometer südwestlich der Ausfahrt 17 (Heldenstein) der Bundesautobahn A 94.

## Filialkirche  St. Florian
Die katholische Filialkirche St. Florian ist ein hoher Rechteckbau mit halbrundem Chor und Dachreiter aus dem frühen 18. Jahrhundert. Sie ist unter dem irreführenden Namen St. Benno in die Liste der Baudenkmäler in Rattenkirchen eingetragen.

## Dorf- und Bevölkerungsentwicklung
Im Dorf Wald lebten 1861 insgesamt 30 Einwohner in 20 Gebäuden. Um 1950 lebten dort in der Nachkriegszeit des Zweiten Weltkriegs 29 Einwohner. Im Mai 1987 war die Ortschaft zum Weiler herabgestuft und es gab 30 Einwohner in fünf Wohngebäuden, von denen eines in zwei Wohnungen aufgeteilt war.
| Jahr      | 1861 | 1871 | 1925 | 1950 | 1970 | 1987 |
| Einwohner | 30   | 41   | 31   | 60   | 26   | 30   |